# 경정 (스포츠)

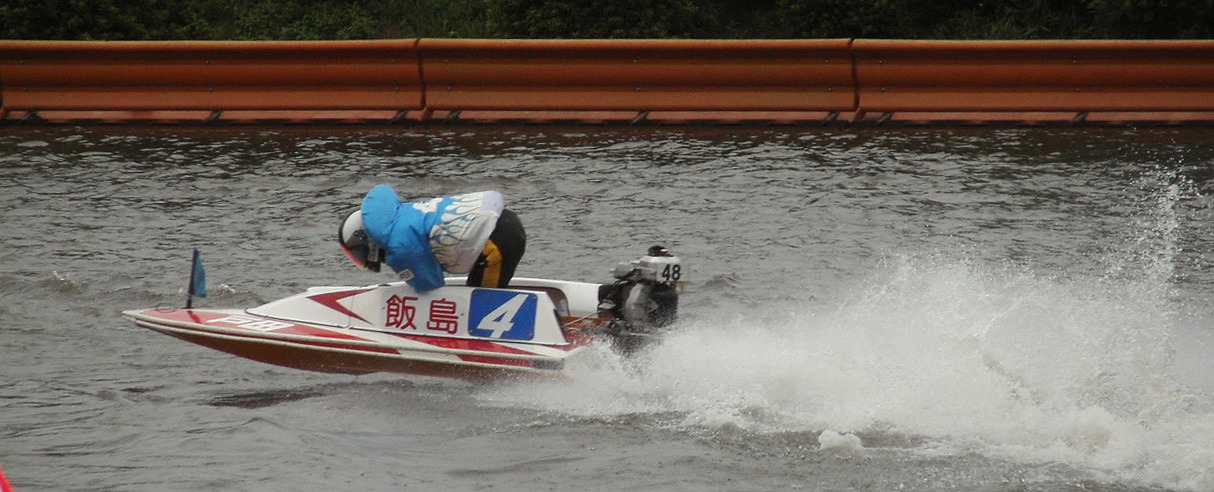
경기 중인 선수

경정(競艇)은 모터 보트 경주의 일종으로, 패리뮤추얼 제도로 투표권을 발매하고 승자를 맞춘 사람에게 배당금을 주는 스포츠이다. 1952년 4월 일본 나가사키현 오무라 경정장에서 최초로 경정 경기가 시작되었고, 대한민국에선 2002년 6월 하남시에 미사리 조정경기장에서 경정장이 생김에 따라 최초로 경기가 펼쳐졌다.

## 같이 보기
- 일본재단